# هنري بورغس
هنري بورغس (5 مايو 1879 في المملكة المتحدة - 16 أبريل 1964 في المملكة المتحدة) (بالإنجليزية: Henry Burgess)‏ هو لاعب كريكت بريطاني وبريطاني (وحمل سابقاً جنسية المملكة المتحدة لبريطانيا العظمى وأيرلندا). لعب مع نادي مقاطعة ليسترشاير للكريكت ‏ ونادي مقاطعة نورثامبتونشير للكريكت ‏.

## وصلات خارجية
- هنري بورغس على موقع إي آس بي آن كريك إنفو (الإنجليزية)